# Эстансуэла
Эстансуэла (исп. Estanzuela) — населённый пункт сельского типа в юго-западной части Уругвая, в департаменте Колония.

## География
Эстансуэла расположена в южной части департамента, к западу от автомобильной дороги № 50, на железной дороге, ведущей их Монтевидео в город Колония-дель-Сакраменто.

## Население
Население по данным на 2011 год составляет 249 человек.
| Год  | Население |
| ---- | --------- |
| 1975 | 255       |
| 1985 | 207       |
| 1996 | 230       |
| 2004 | 185       |
| 2011 | 249       |

Источник: Instituto Nacional de Estadística de Uruguay